# Oak Hill (Annandale)
Oak Hill è una residenza padronale di piantagione collocata presso Annandale nella contea di Fairfax, in Virginia. Costruita nel 1790, è stata compresa nel National Register of Historic Places nel 2004.
Restaurata profondamente nel corso degli anni '30 del Novecento, ancora oggi è rimasta ferma agli ultimi ritocchi strutturali dell'epoca, pur conservando il fascino originario dell'architettura coloniale.

## Storia
Il The Washington Post riportava:
La casa è una delle tre magioni costruite nel XVIII secolo sull'enorme tenuta di Ravensworth di proprietà di William Fitzhugh [...]. Il tratto di terra è divenuto parte della contea di Fairfax nel 1792. Si trova tra Fairfax e Springfield, col terreno che giunge sino a Falls Church, e tocca a sud Pohick Church....
Oak Hill è una delle più antiche magioni costruite dal maggiore Henry Fitzhugh, uno dei figli di William, per Lund Washington, suo agente terriero, secondo i registri. Lund era un cugino di George Washington. Washington aveva incontrato la famiglia Fitzhugh quando, ancora giovane sovrintendente, aveva steso una mappa del possedimento di Ravensworth.
Nella notte del 5 novembre 1861, il sito della tenuta divenne protagonista di un breve scontro a fuoco nell'ambito dell'imboscata di Bog Wallow tra i soldati dell'Unione e quelli della Confederazione del sud, nell'ambito della guerra civile americana. La residenza, comunque, riuscì a scampare ai danni della guerra.
David e Amanda Scheetz hanno acquistato la residenza nel 2008 per la somma di 1.150.000 dollari.
Oggi la casa è in parte residenza ed in parte museo aperto con visite guidate.